# 우샤 자다브
우샤 자다브(영어: Usha Jadhav, 1987년 11월 3일 ~ )는 인도의 배우이다. 제60회 내셔널 필름 어워드 여우주연상 수상자이다.